# Kunstformen der Natur

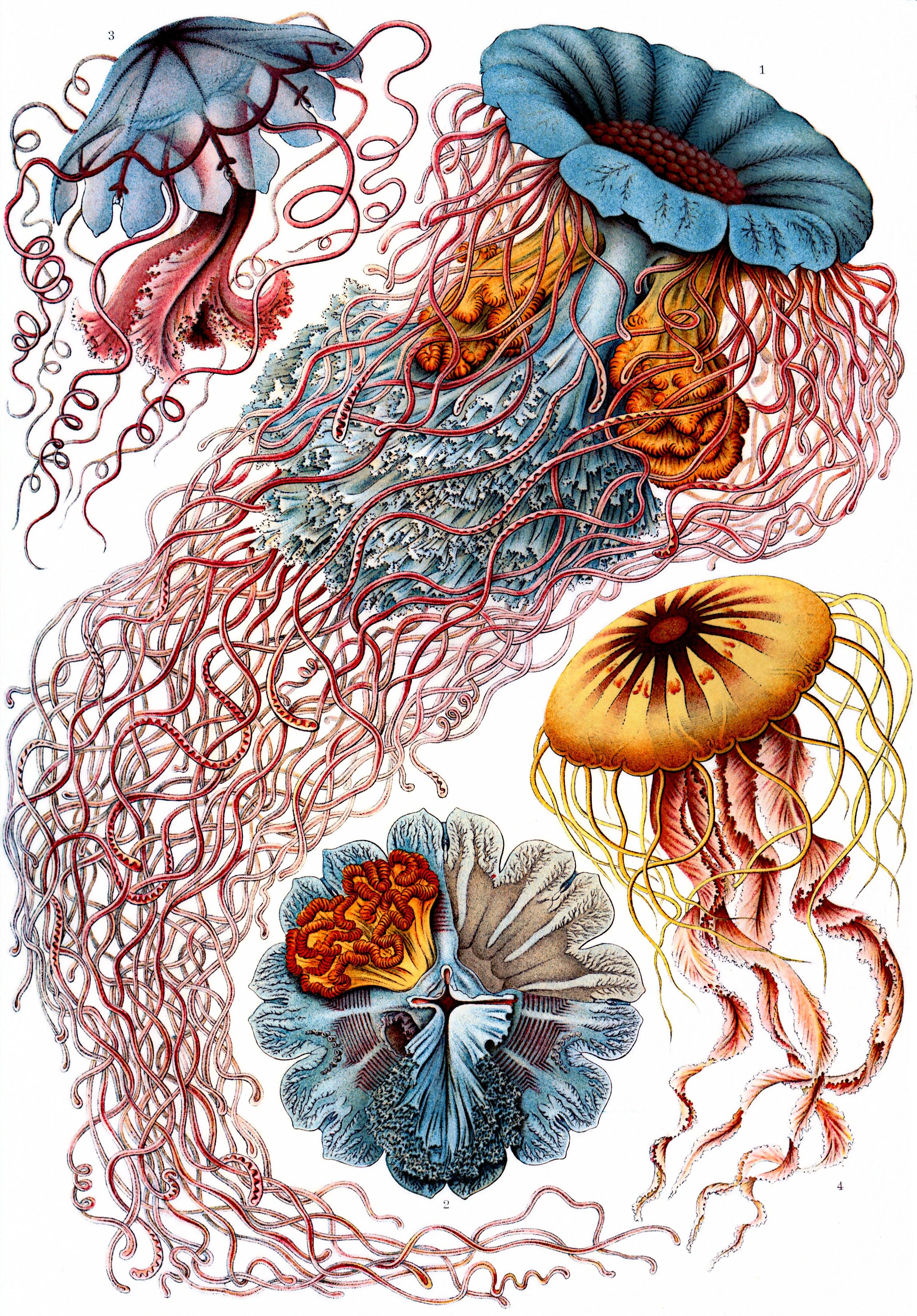
Medusas (Discomedusae), página ocho. Las dos imágenes centrales representan a Cyanea annasethe, especie descrita por el propio Haeckel poco después de la muerte de su esposa.

Kunstformen der Natur (en español: Obras de arte de la naturaleza) es un libro de litografías y autotipos del biólogo alemán Ernst Haeckel. Consta de cien páginas representando varios tipos organismos, muchos de los cuales fueron descritos por primera vez por el propio Haeckel.  Los dibujos fueron publicados por primera vez en conjuntos de diez entre 1899 y 1904 y en un volumen completo en 1904. Una segunda edición de sólo 30 páginas fue editado en 1924. En el transcurso de su carrera, Haeckel produjo en torno a mil grabados sobre la base de sus bocetos y acuarelas. Muchos de los mejores fueron incluidos en la obra Kunstformen der Natur, trasladados desde los dibujos a la imprenta por el litograbador Adolf Giltsch.
Según el estudioso de Haeckel, Olaf Breidbach (el editor de las ediciones modernas de Kunstformen), el trabajo es no sólo un libro de ilustraciones, sino también la representación de su visión del mundo. Las páginas de Kunstformen der Natur son un ejemplo de simetría y organización. Los organismos representados han sido seleccionados para integrarse en una organización, desde la escala de patrones de los peces cofre a las espirales de los amonites y a las simetrías perfectas de las medusas y microorganismos. Las imágenes que componen cada página están dispuestas de forma que se consiga el máximo impacto visual.
Entre las páginas más notables están las de radiolarios, que Haeckel ayudó a popularizar entre los microscopistas amateurs; al menos se encuentra un ejemplo entre cada conjunto de diez. Los cnidarios también destacan en el libro, incluyendo anémonas, Siphonophora, Semaeostomeae y otras medusas. El primer conjunto incluye Desmonema annasethe (ahora Cyanea annasethe), un escifozoo sorprendente que Haeckel observó y describió poco después de la muerte de su mujer, Anna Sethe.
Kunstformen der Natur influyó en el arte, arquitectura y diseño de principios de siglo XX, enlazando ciencia y arte. En particular, muchos artistas asociados con el Art Nouveau fueron influenciados por los dibujos de Haeckel, incluyendo René Binet, Karl Blossfeldt, Hans Christiansen y Émile Gallé.  Un ejemplo destacado de ello es el Amsterdam Commodities Exchange diseñado por Hendrik Petrus Berlage, que fue en parte inspirado por las ilustraciones de Kunstformen.

## Galería de imágenes
La clasificación original de Haeckel se representa en cursiva. Abriendo la imagen en otra pestaña se lee la información de la imagen en Wikimedia Commons.

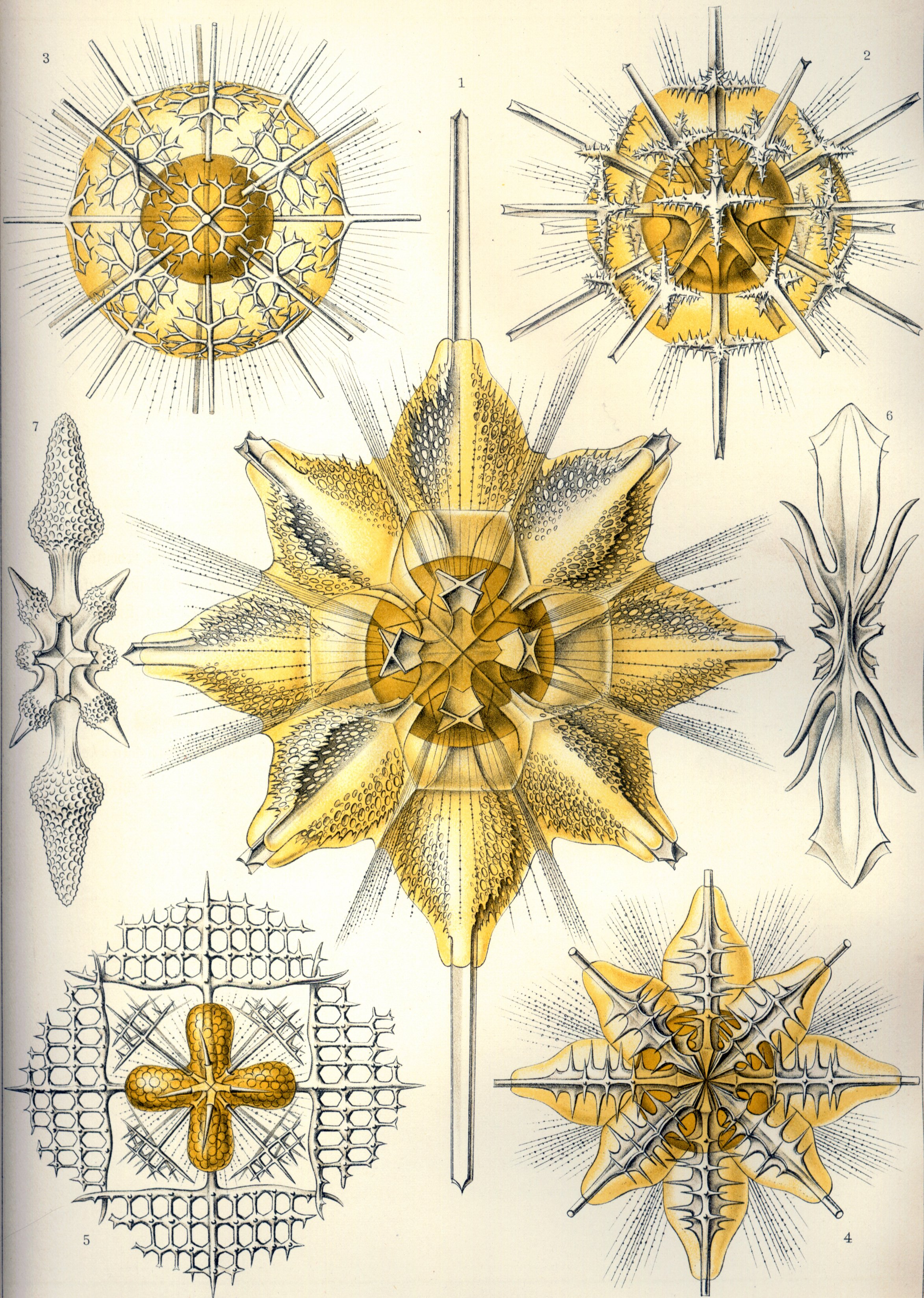
Acantharea (Acanthometra) p.21
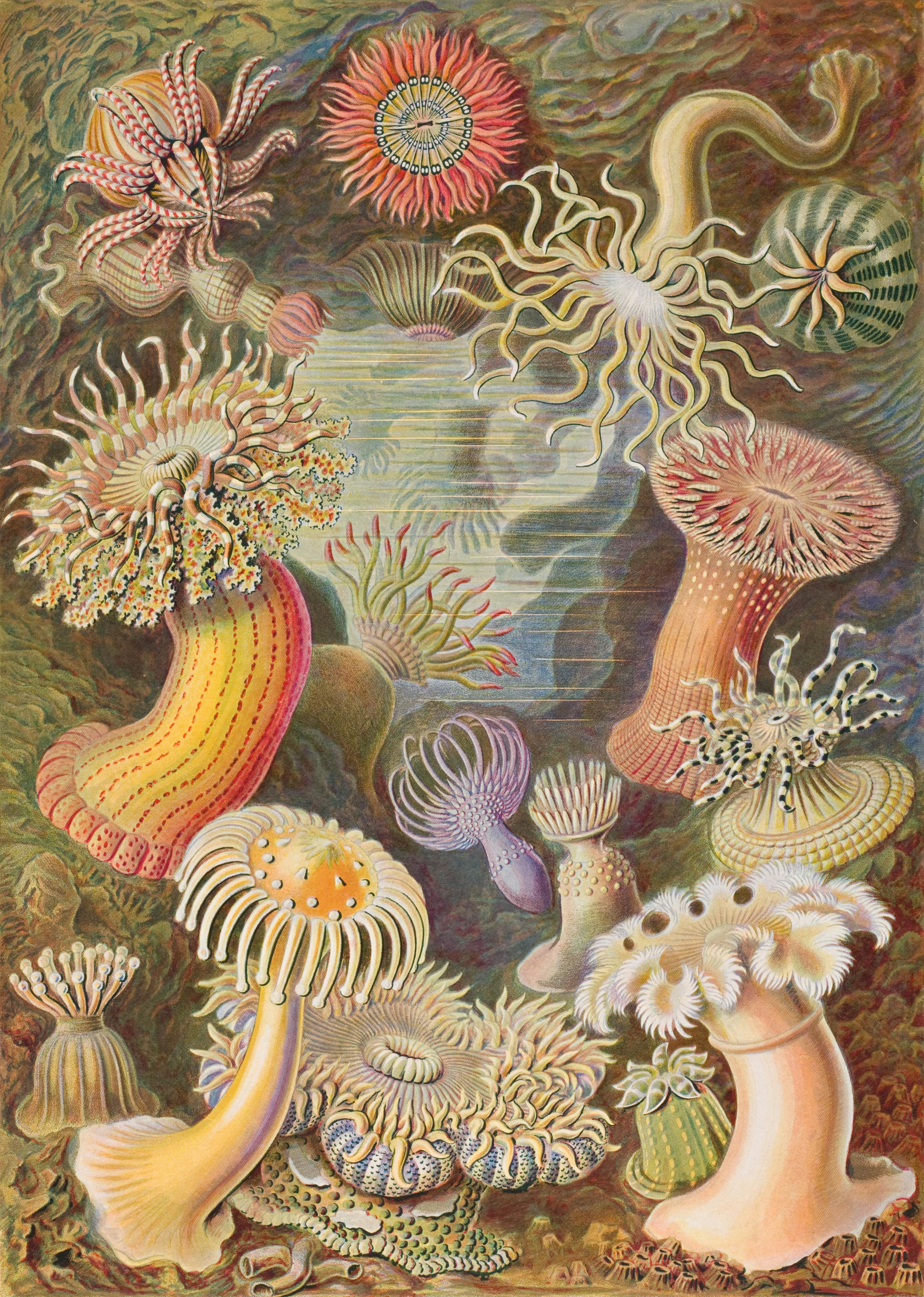
Anémonas de mar (Actiniae) p.49
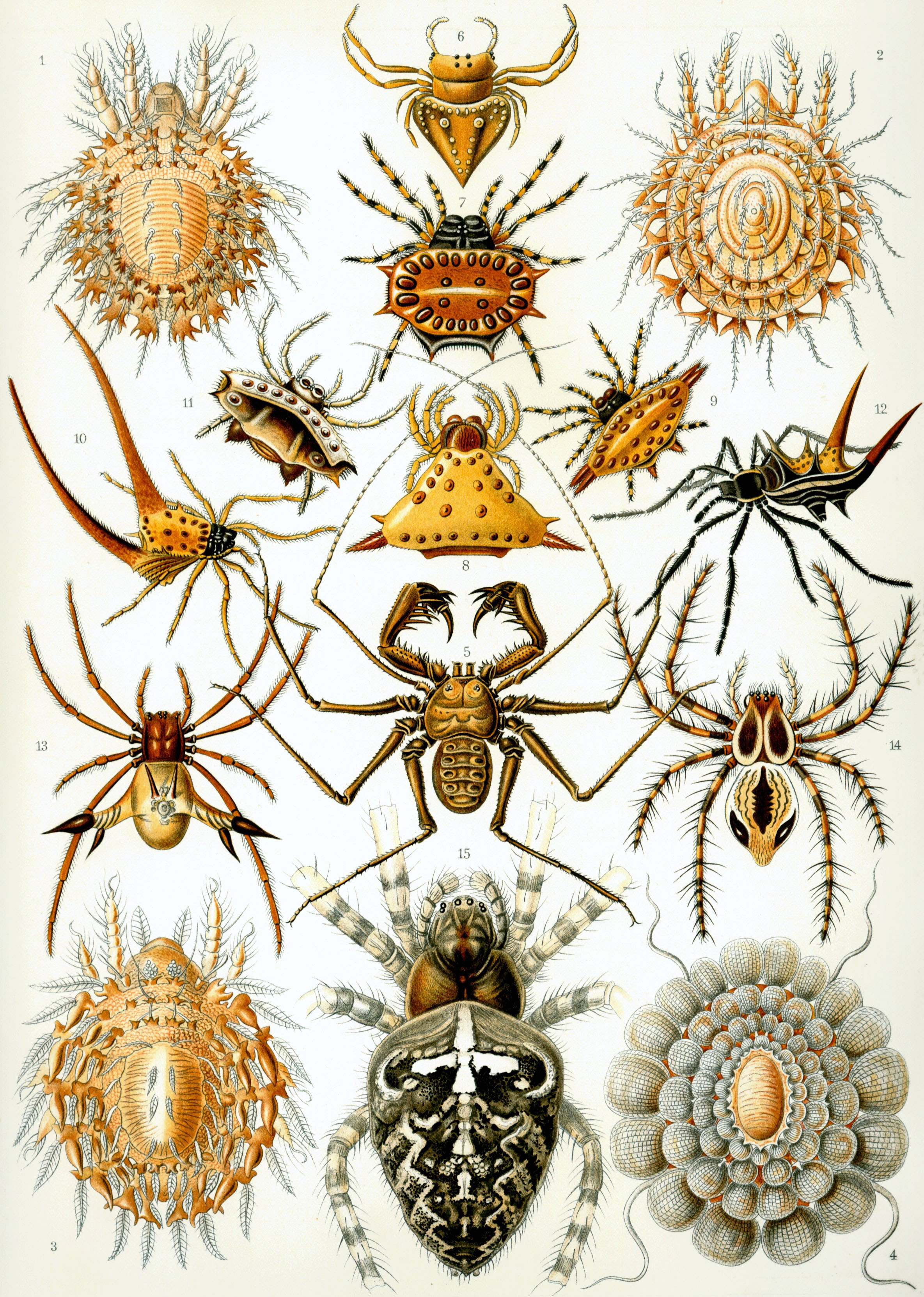
Arácnidos (Arachnida) p.66
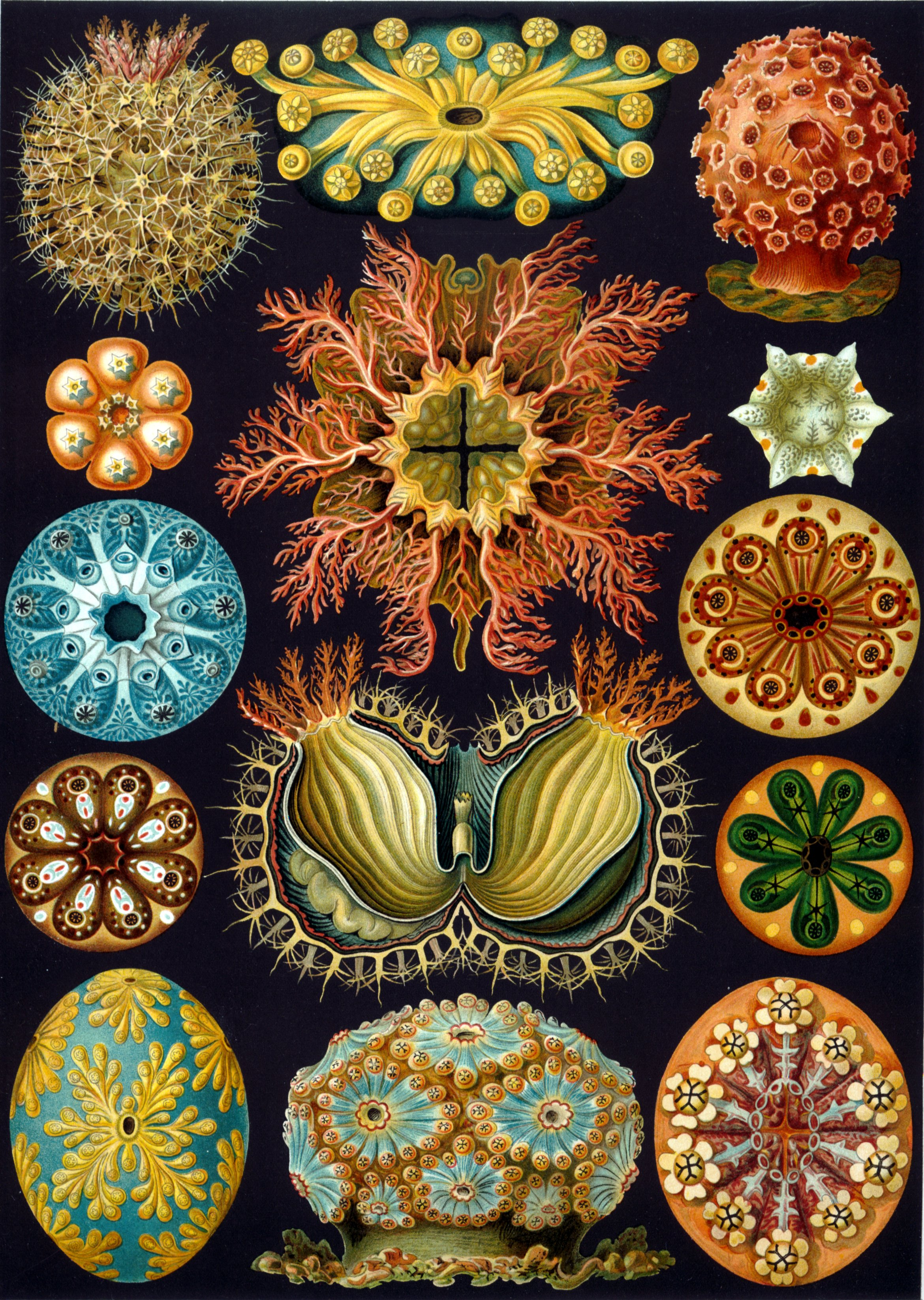
Ascidias (Ascidiae) p.85
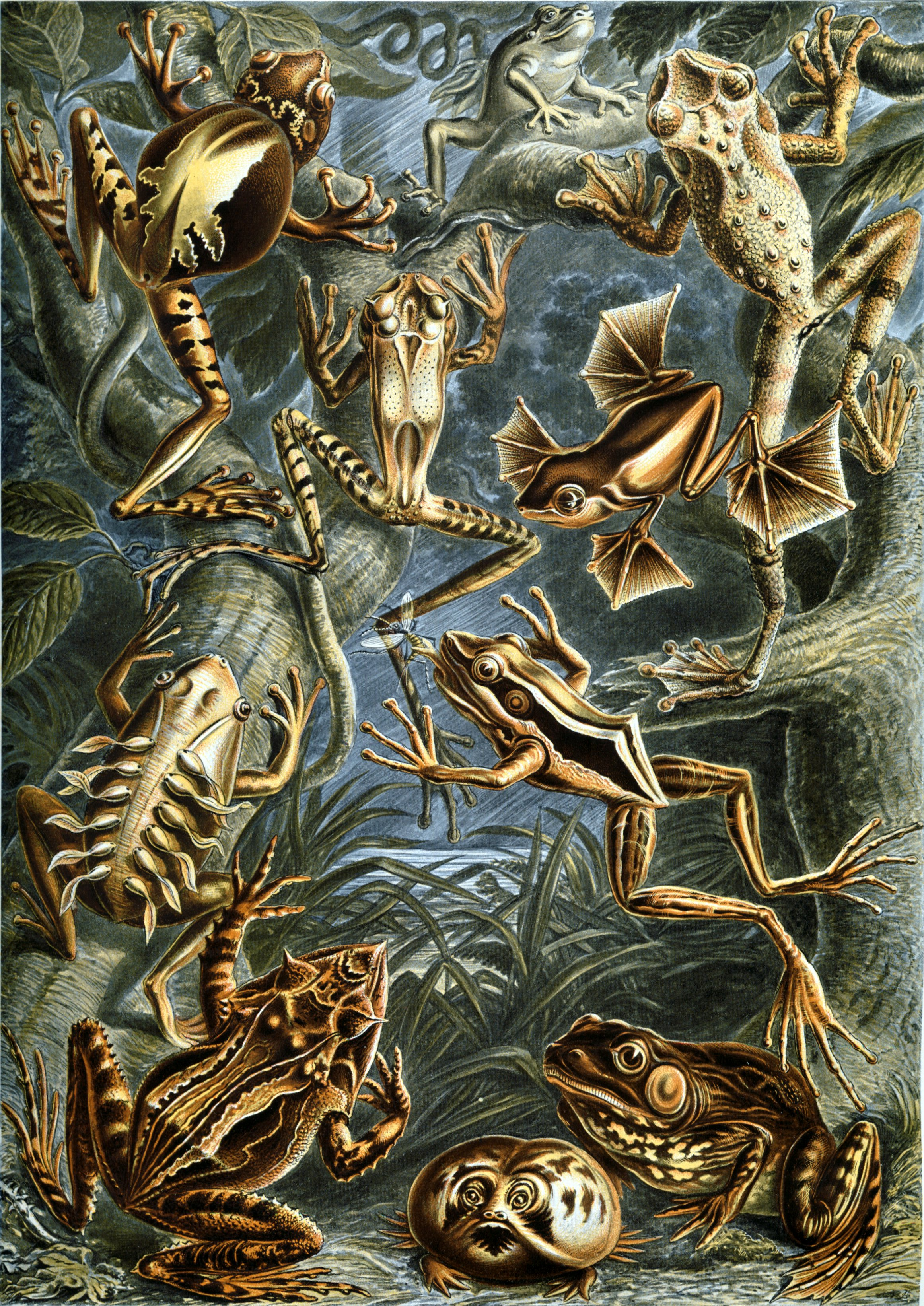
Ranas (Batrachia) p.68
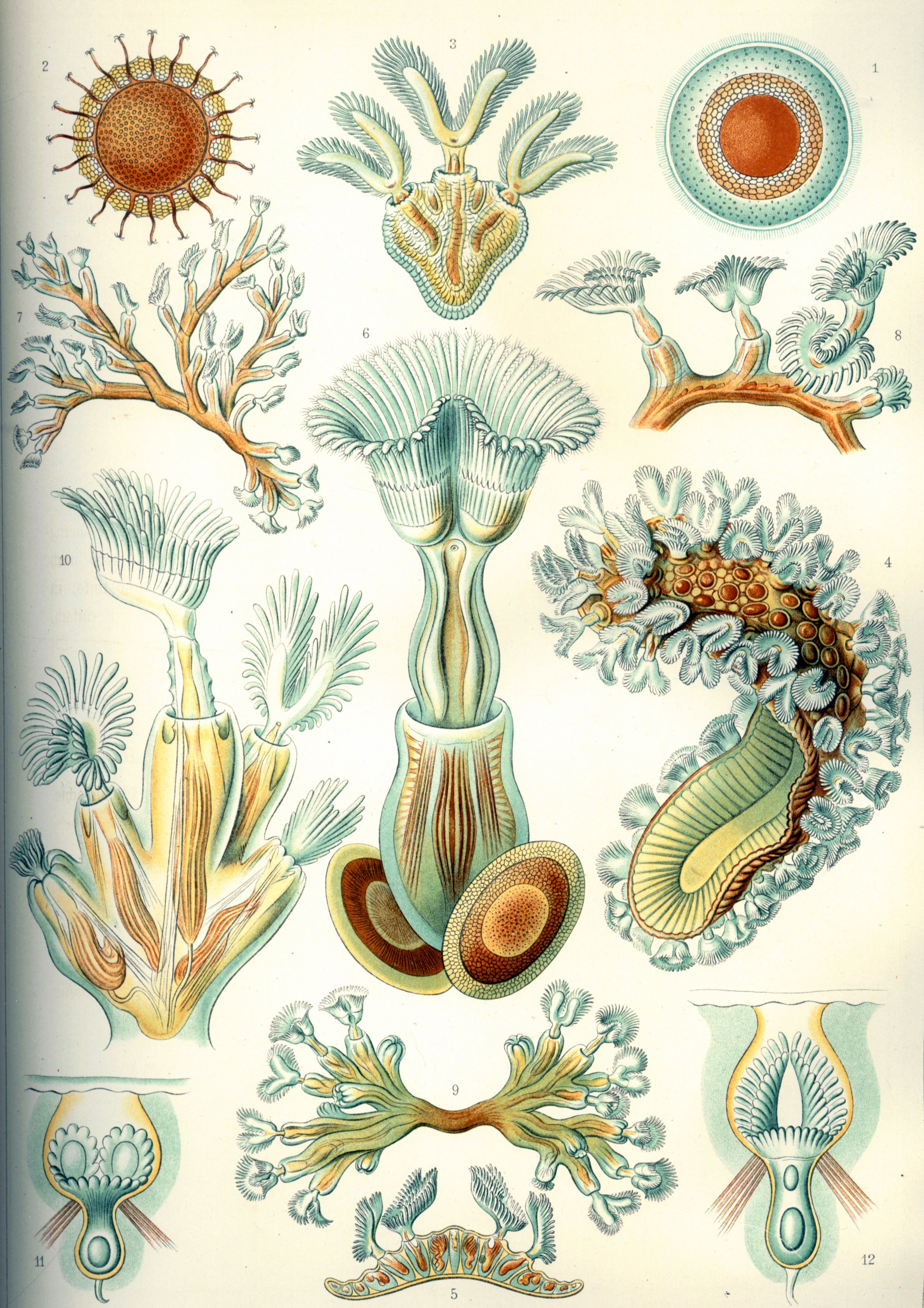
Briozoos (Bryozoa) p.23
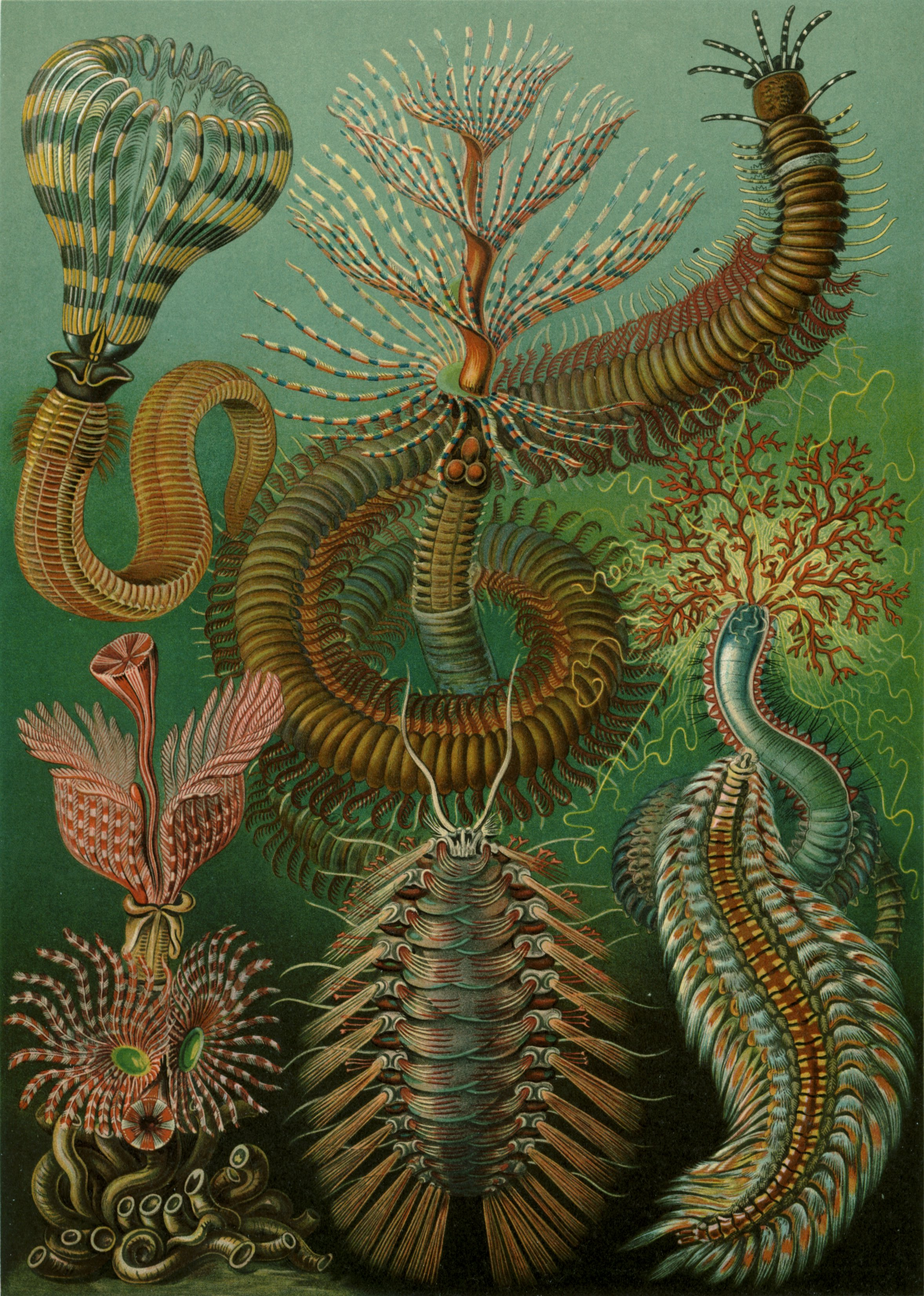
Poliquetos (Chaetopoda) p.96
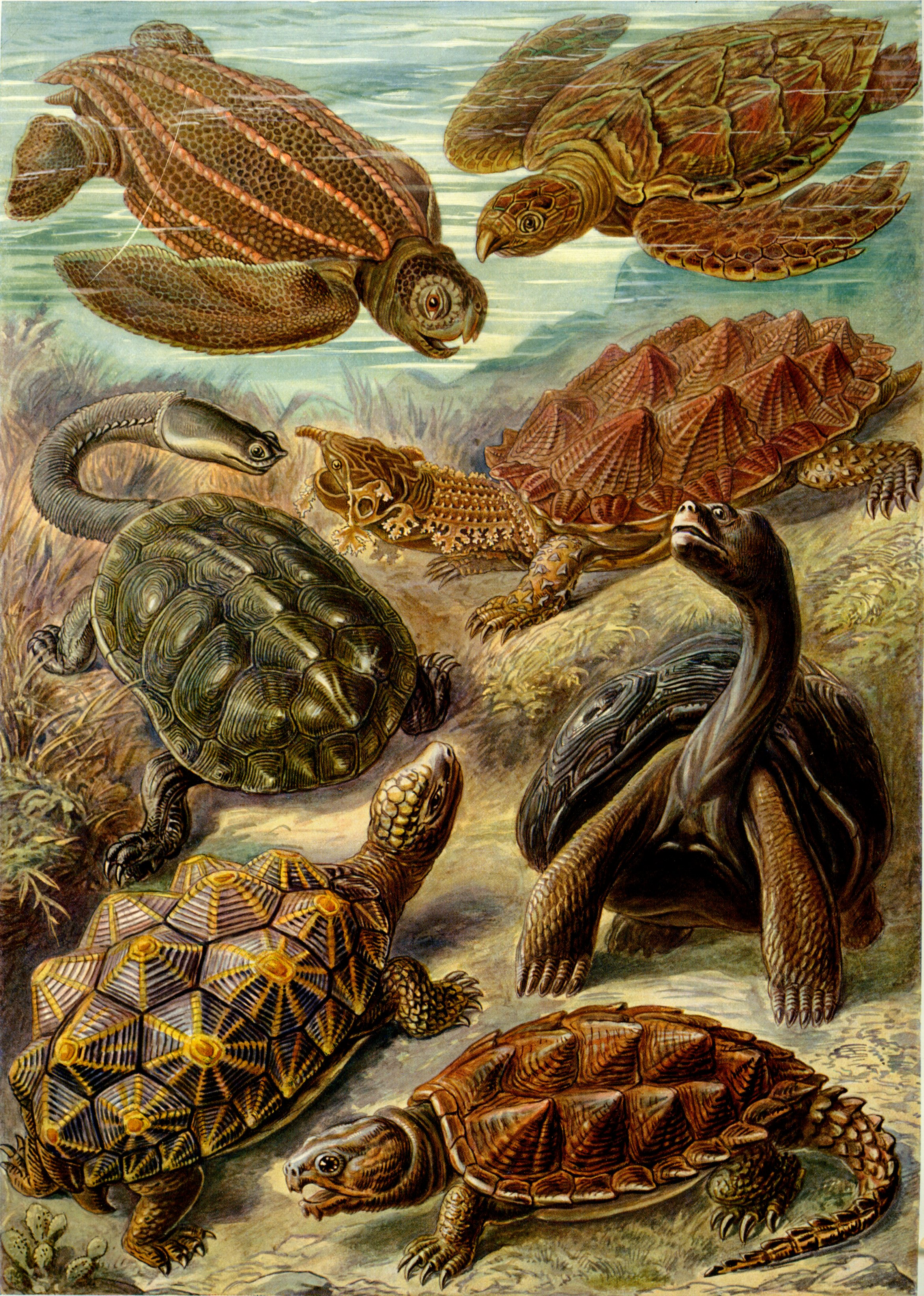
Tortugas (Chelonia) p.89
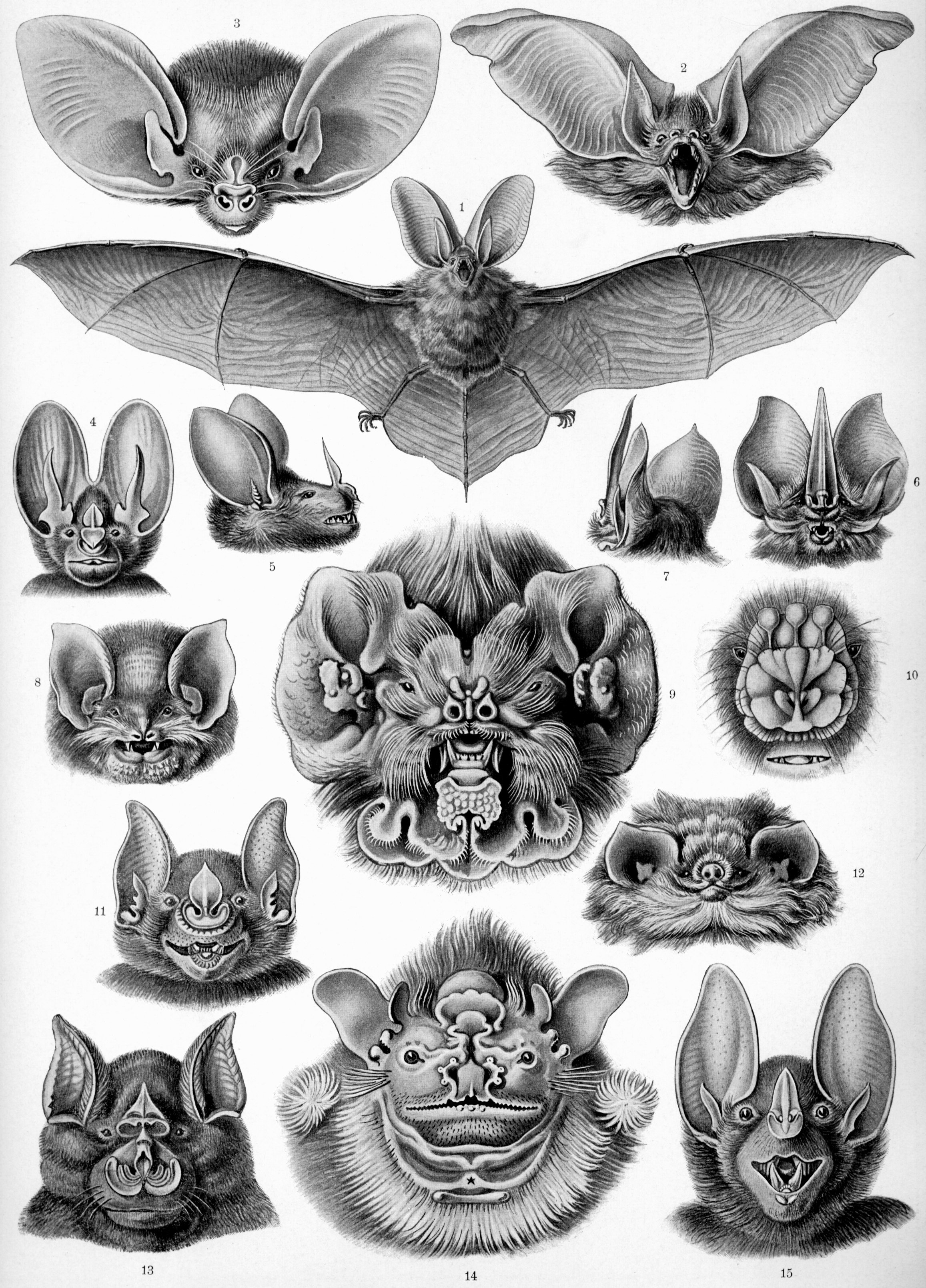
Murciélagos (Chiroptera) p.67
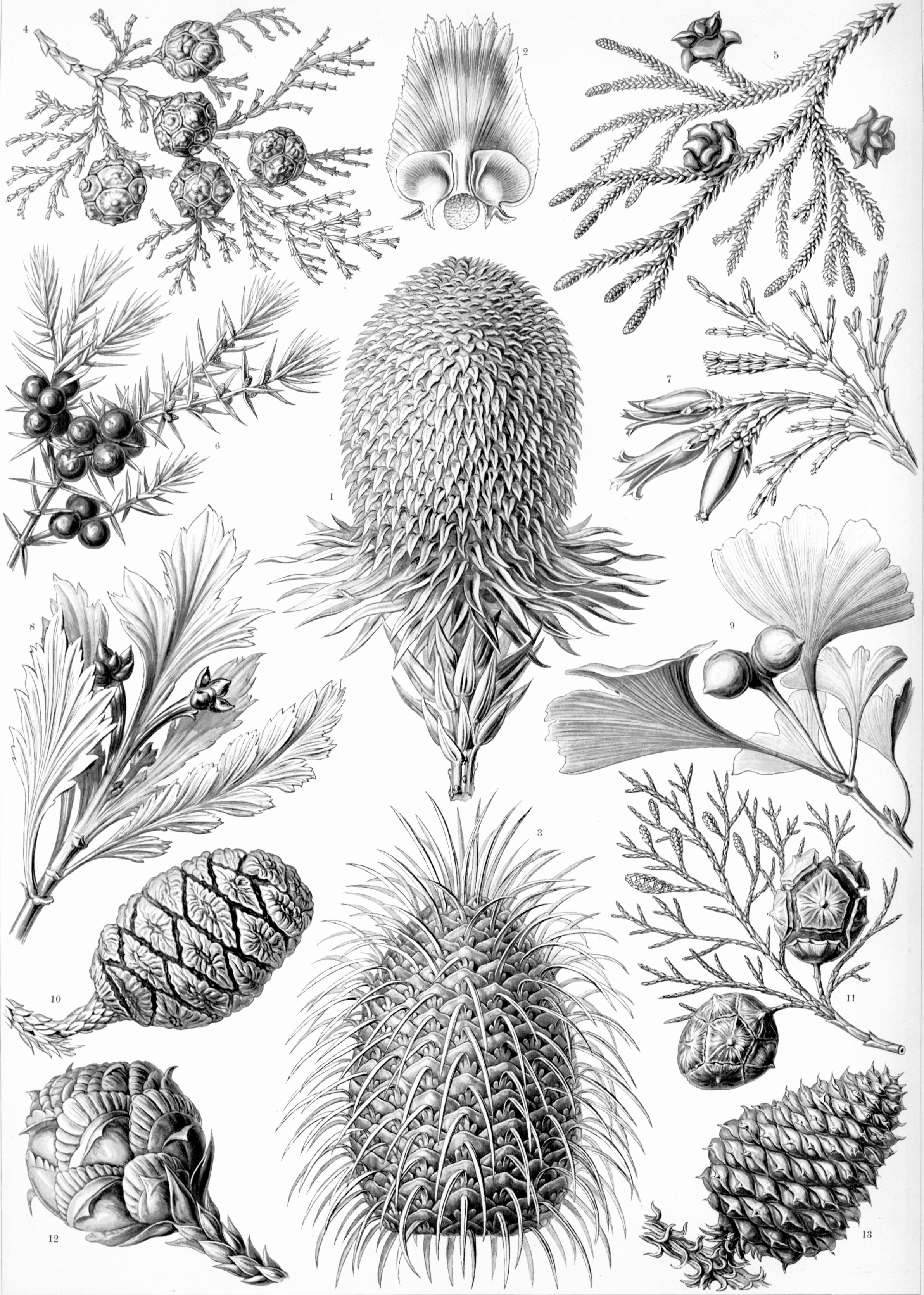
Coníferas (Coniferae) p.94
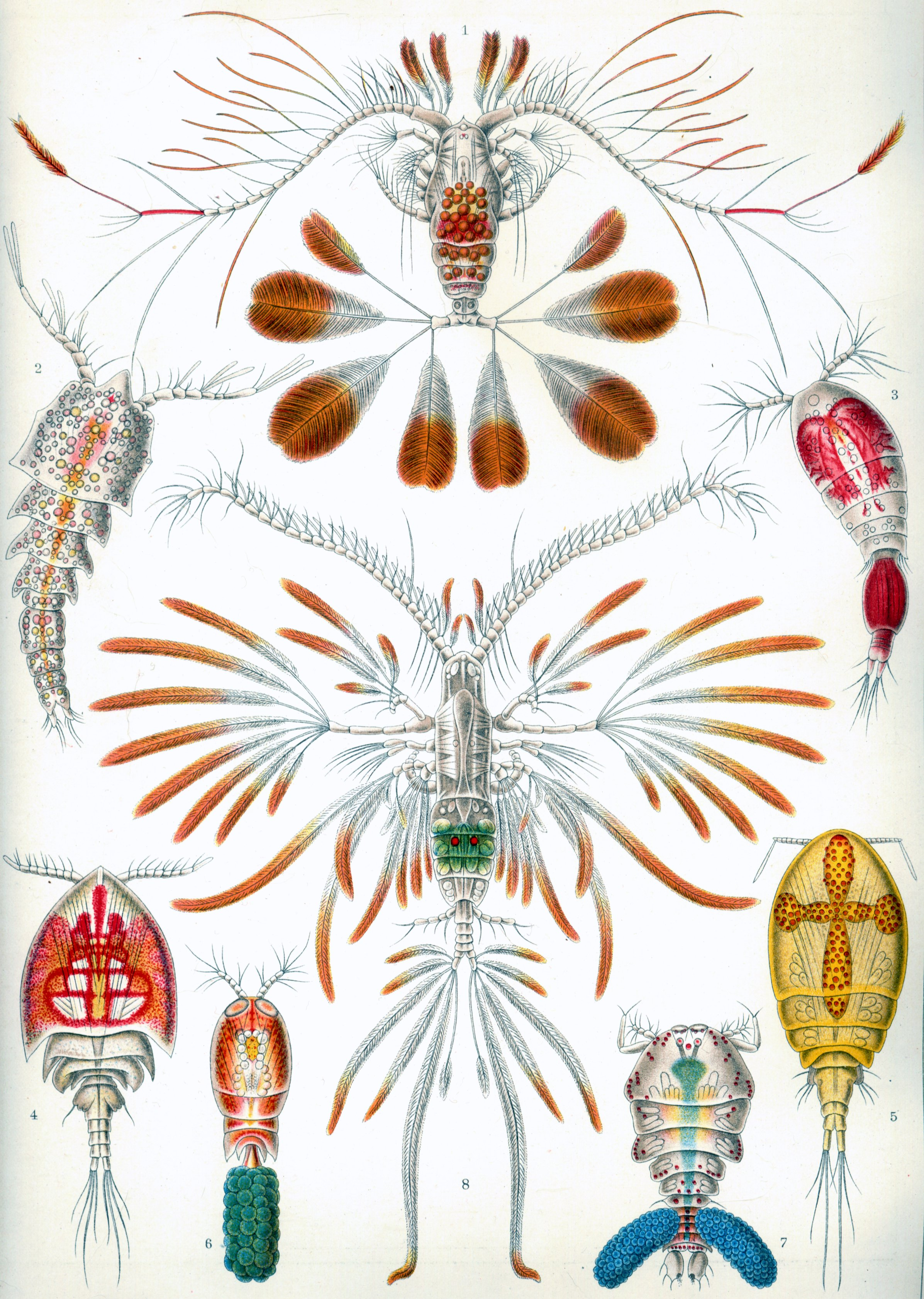
Copépodos (Copepoda) p.56
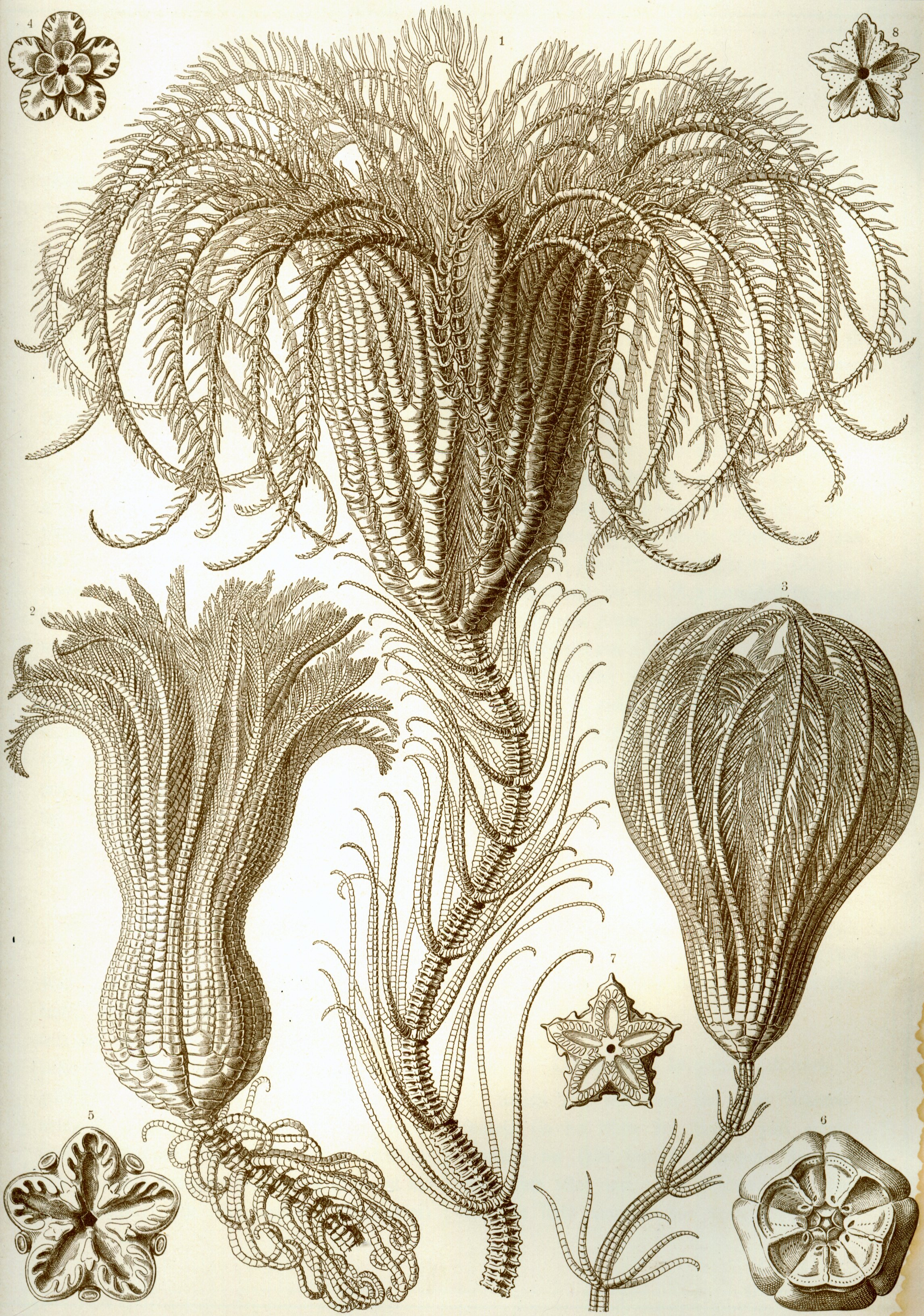
Crinoideos (Crinoidea) p. 20
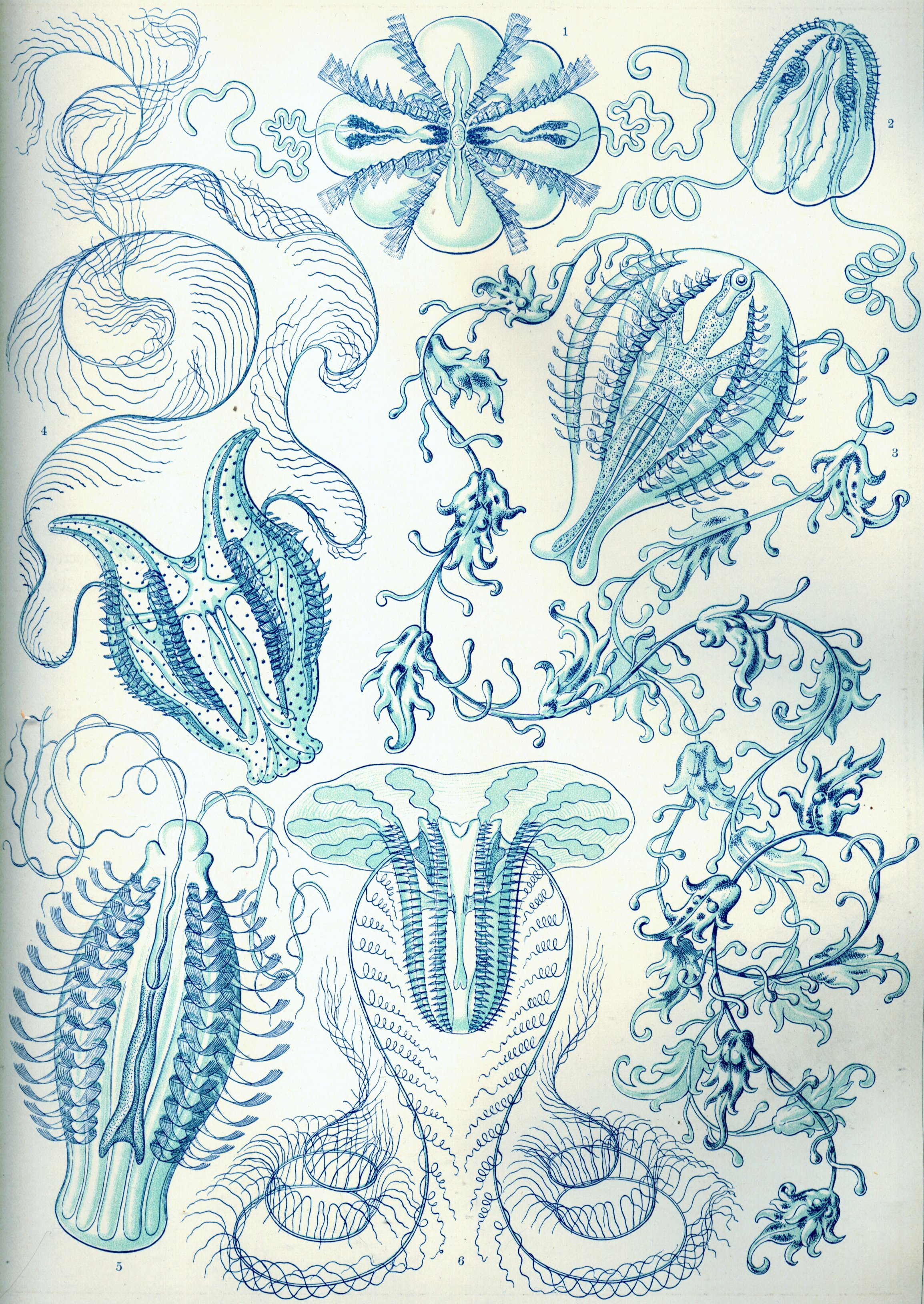
Ctenóforos (Ctenophorae) p.27
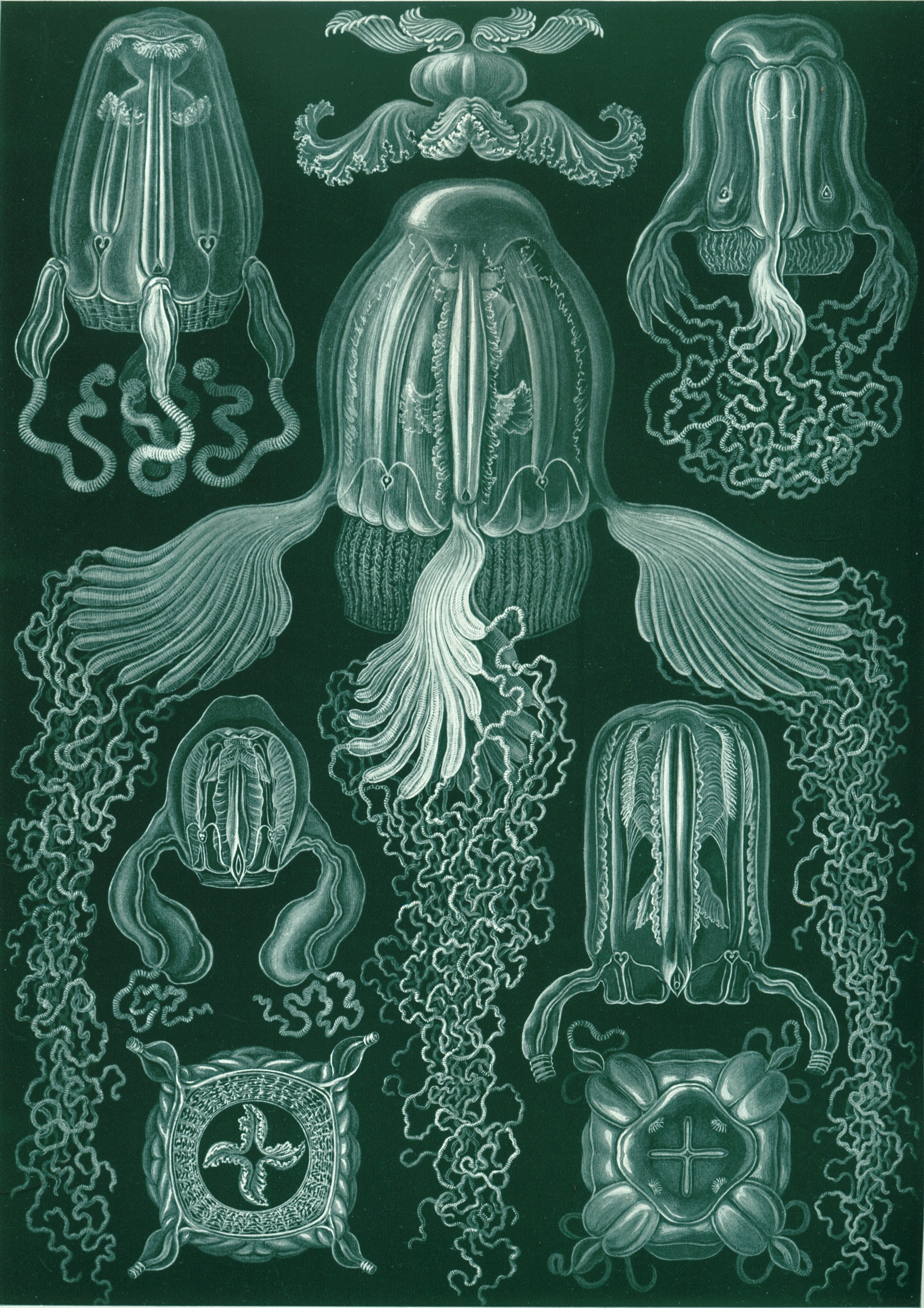
Escifozoos (Cubomedusae)
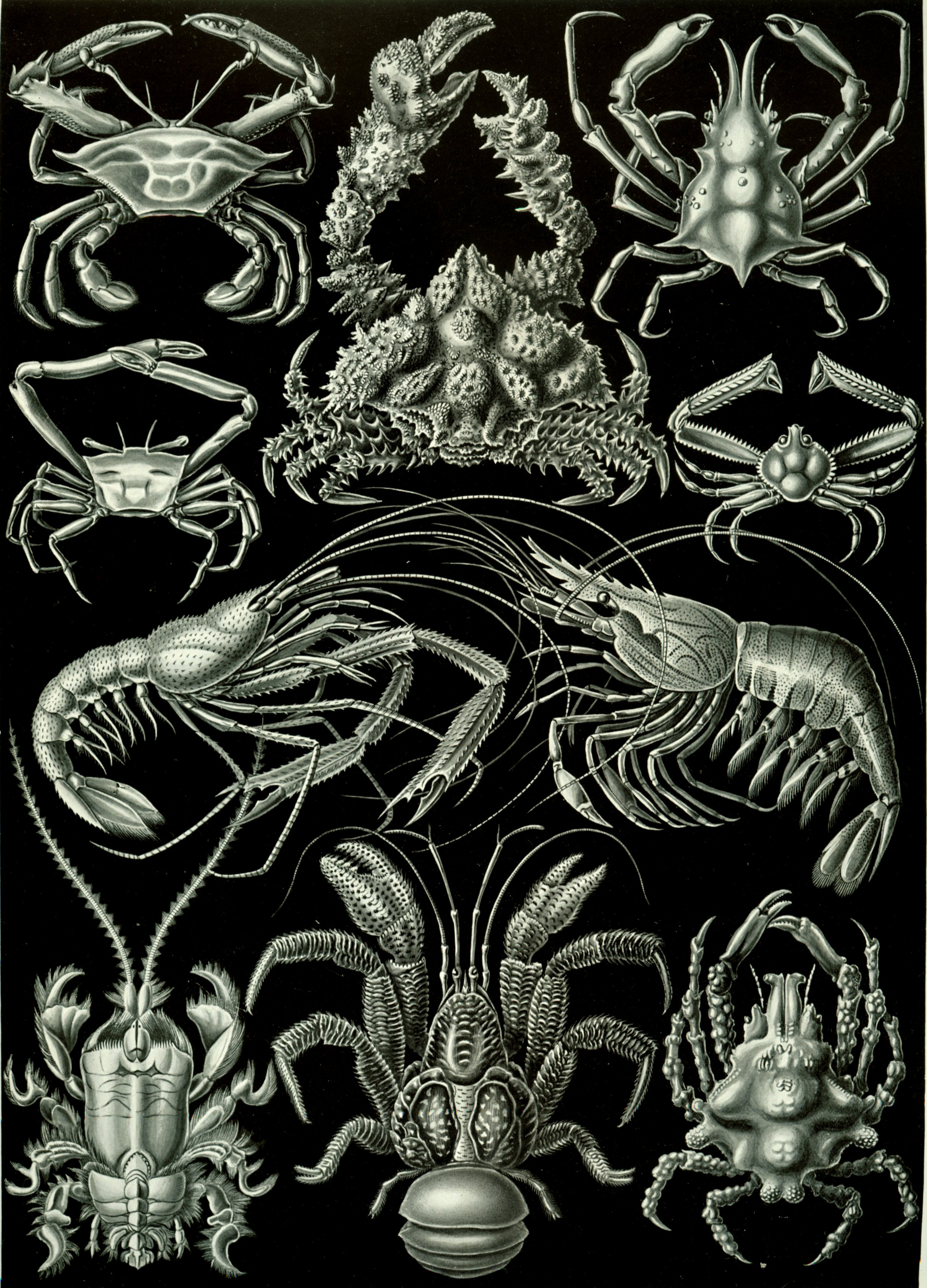
Decápodos (Decapoda) p.86
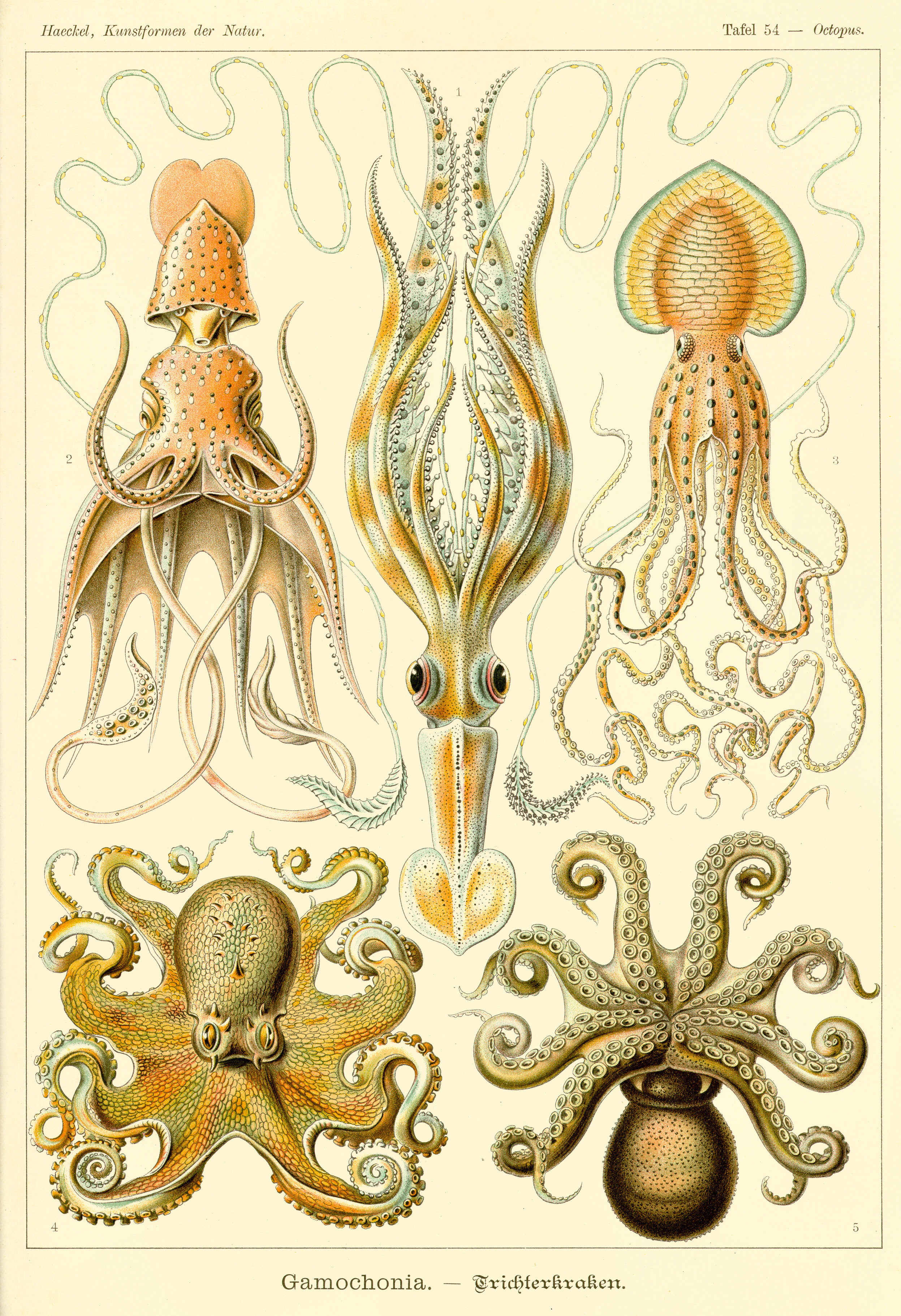
Cefalópodos (Gamochonia) p.54
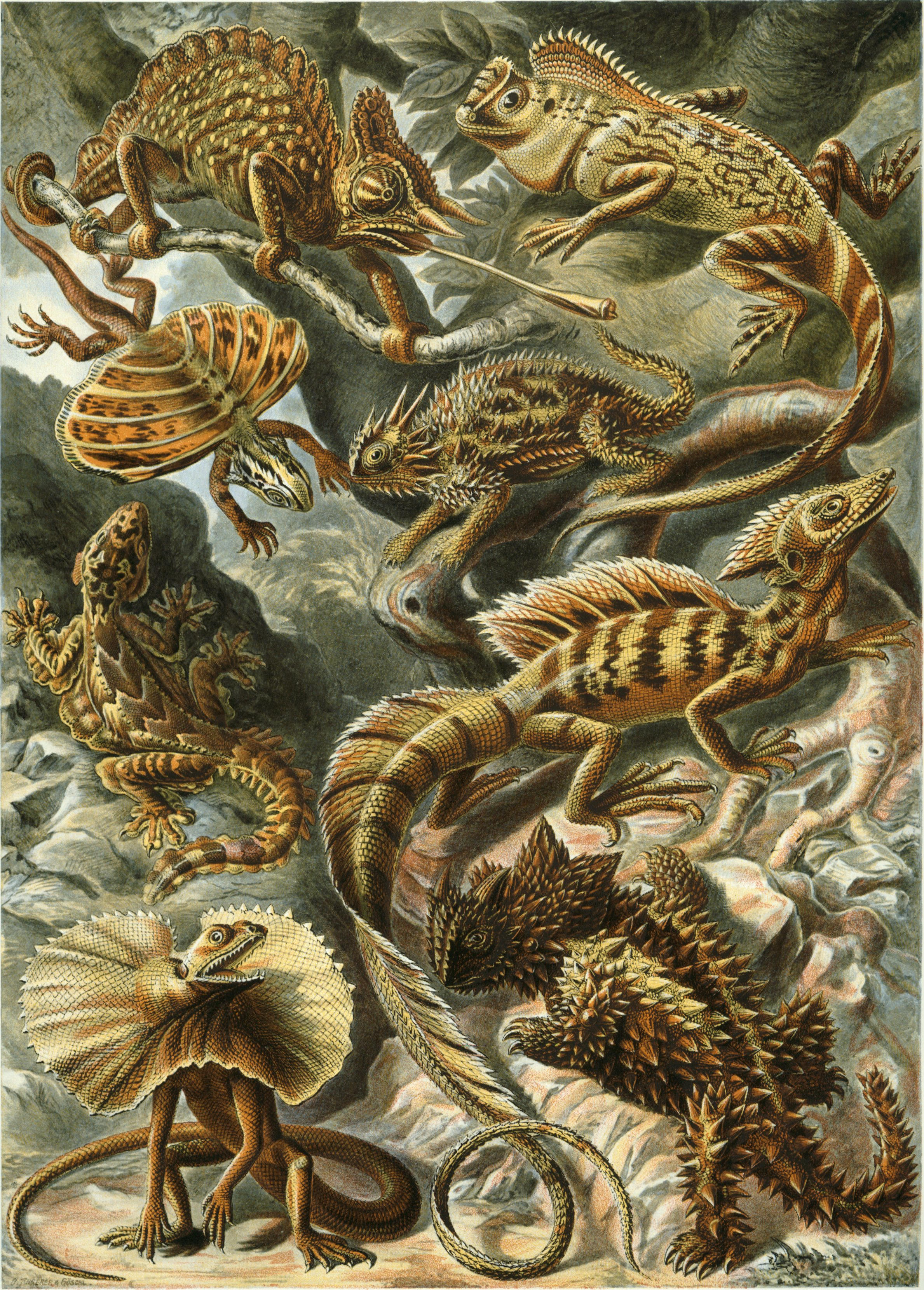
Lagartos (Lacertilia) p.79
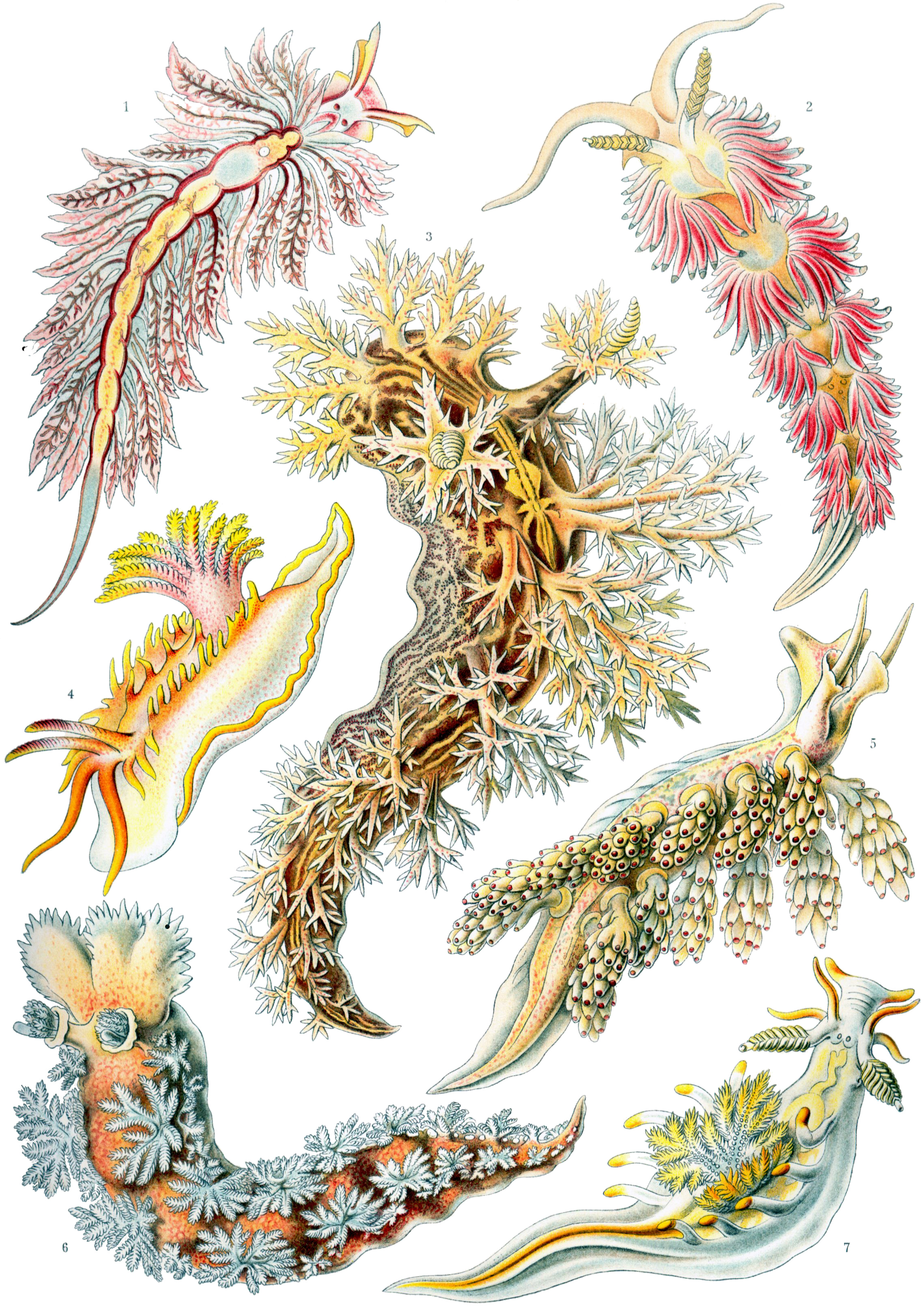
Nudibranquios (Nudibranchia) p.43
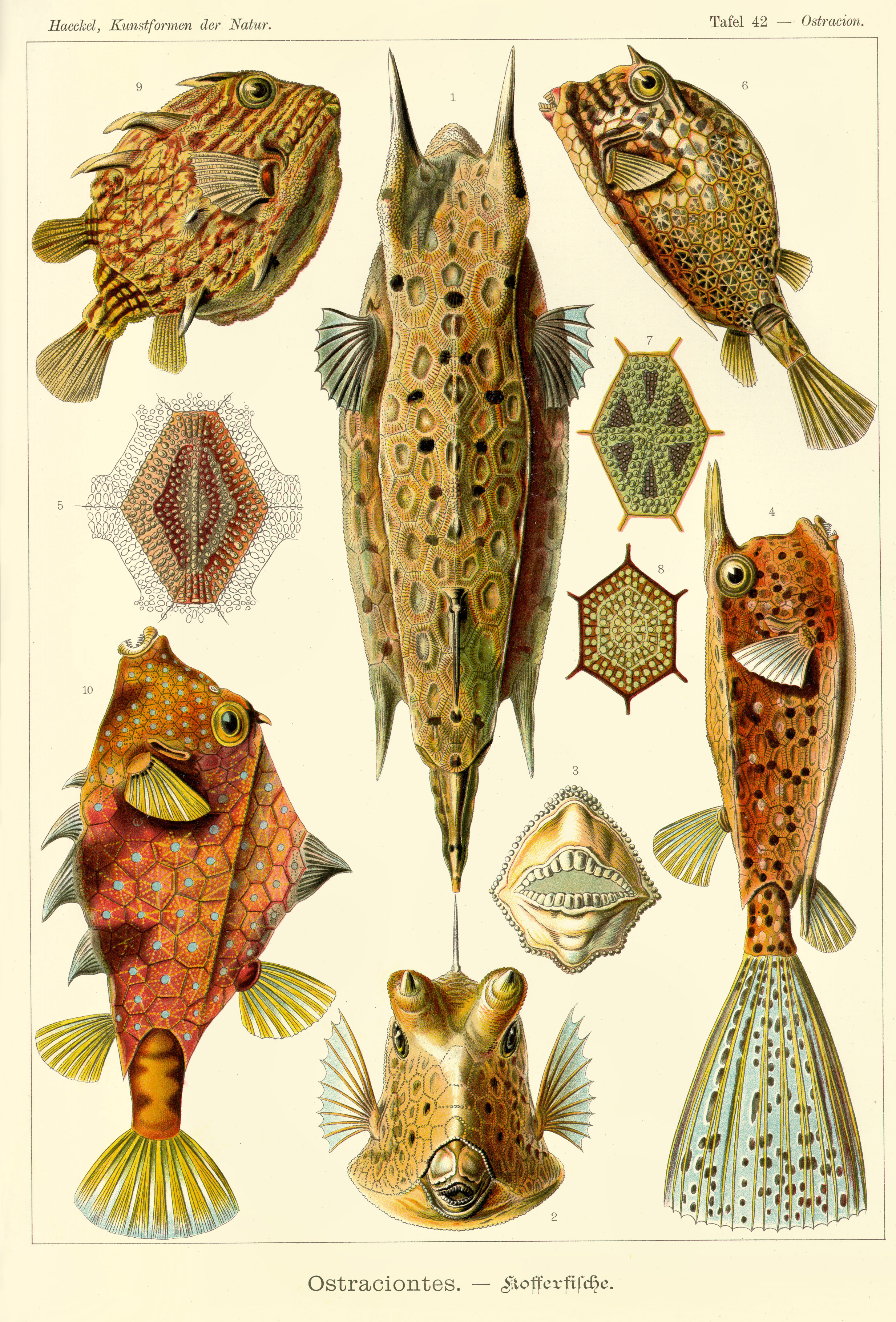
Peces cofre (Ostraciontes) p.42
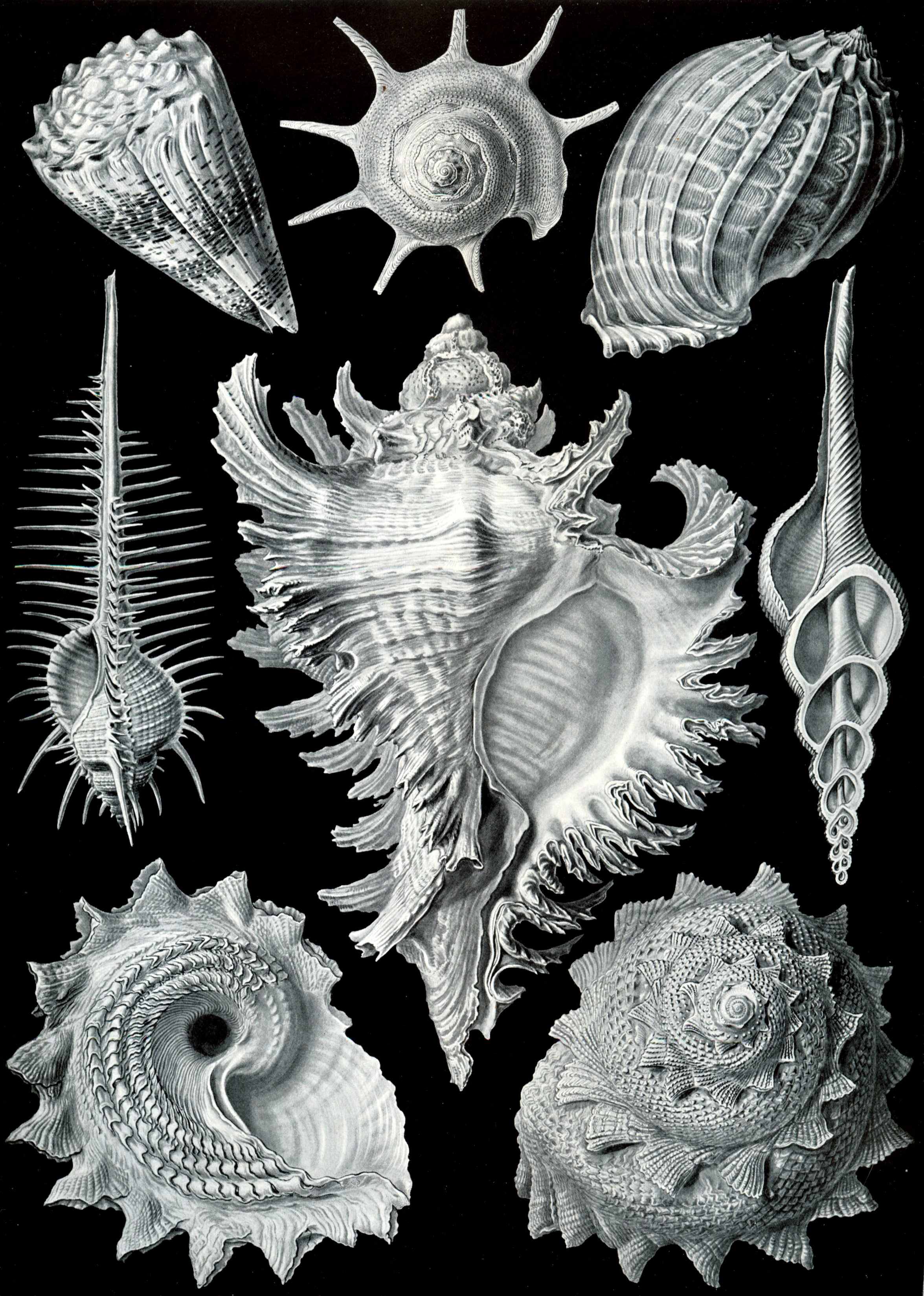
Prosobranquios (Prosobranchia) p.53
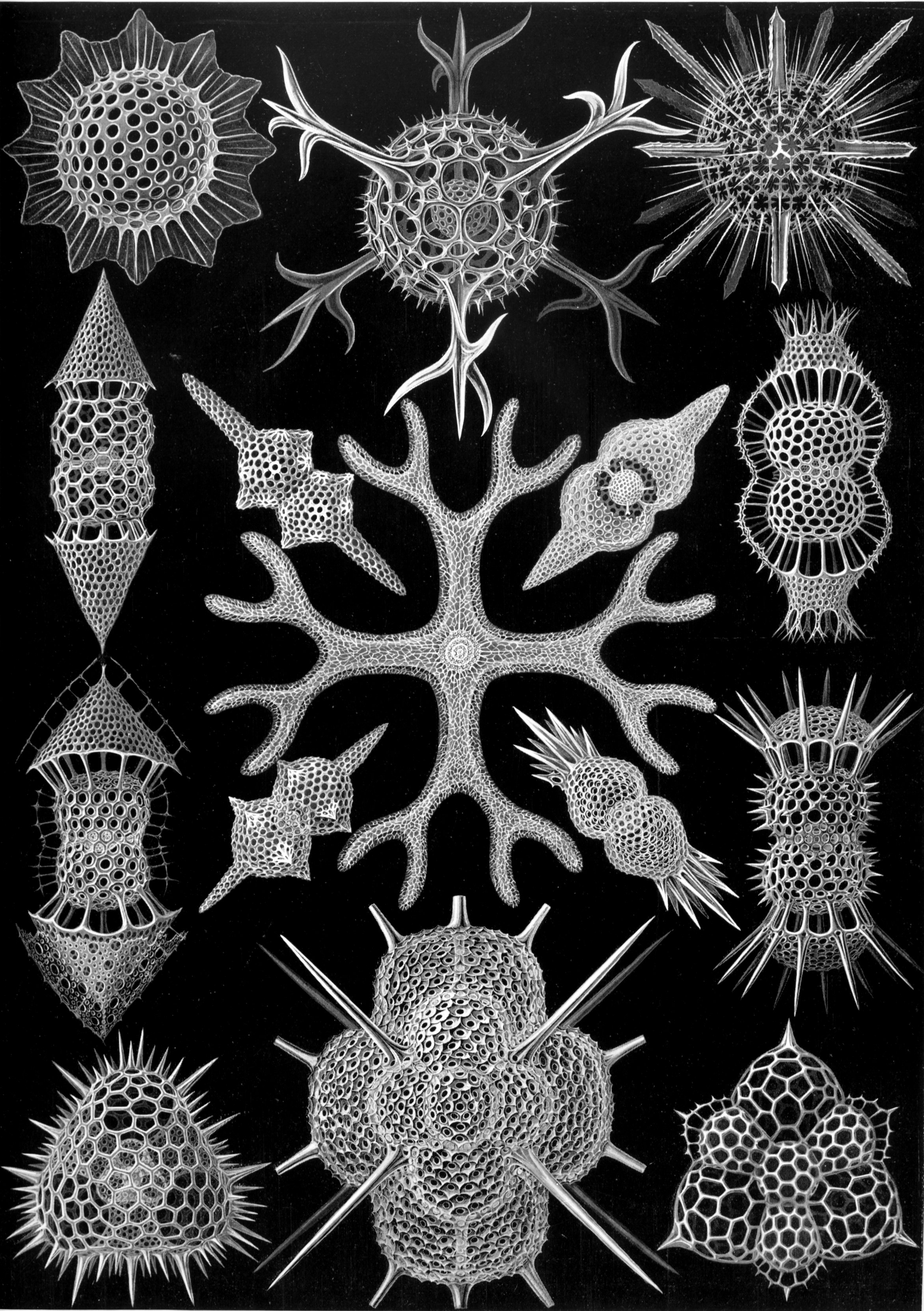
Spumellaria p.91
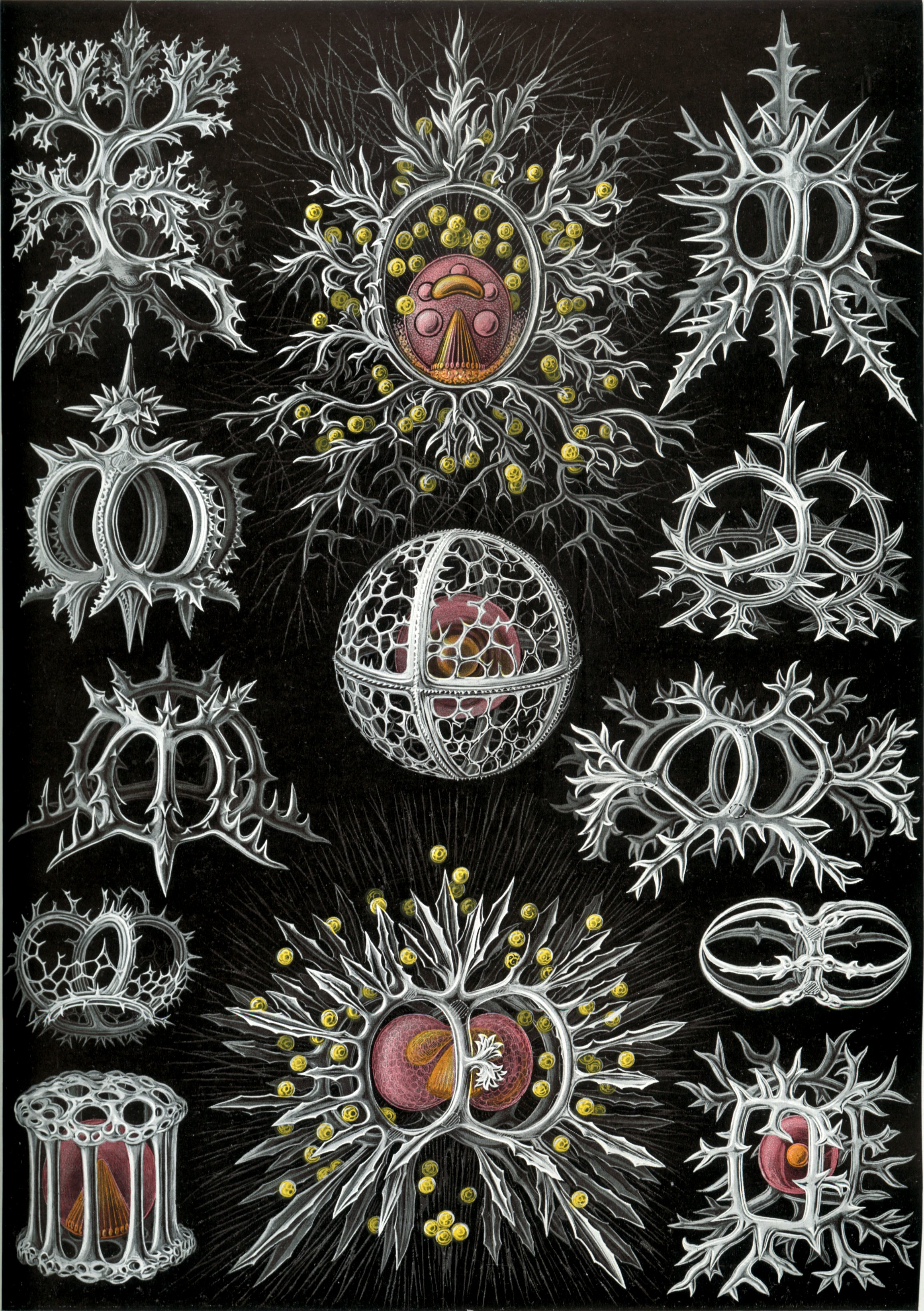
Stephoidea p.71
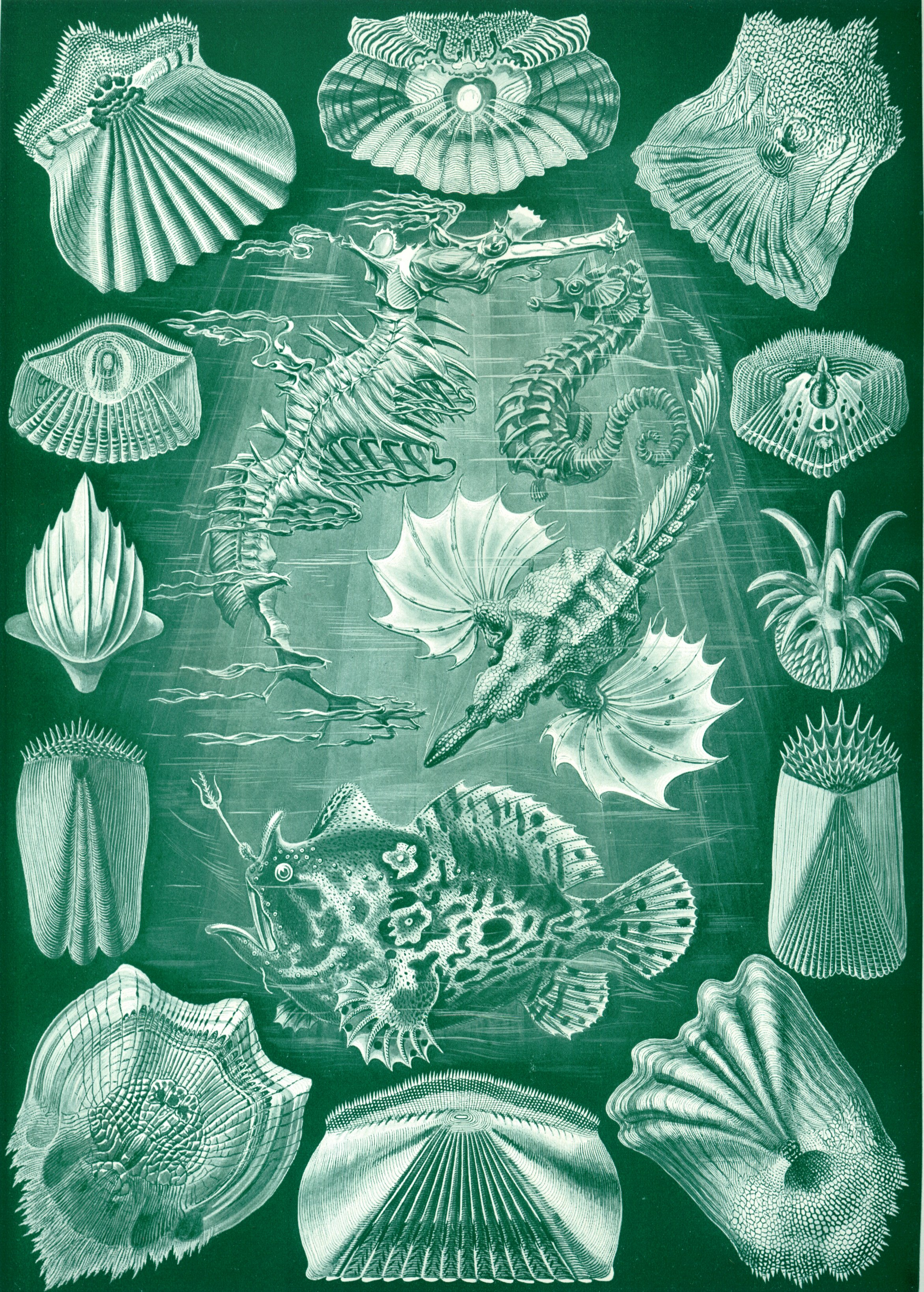
Teleósteos (Teleostei) p.87
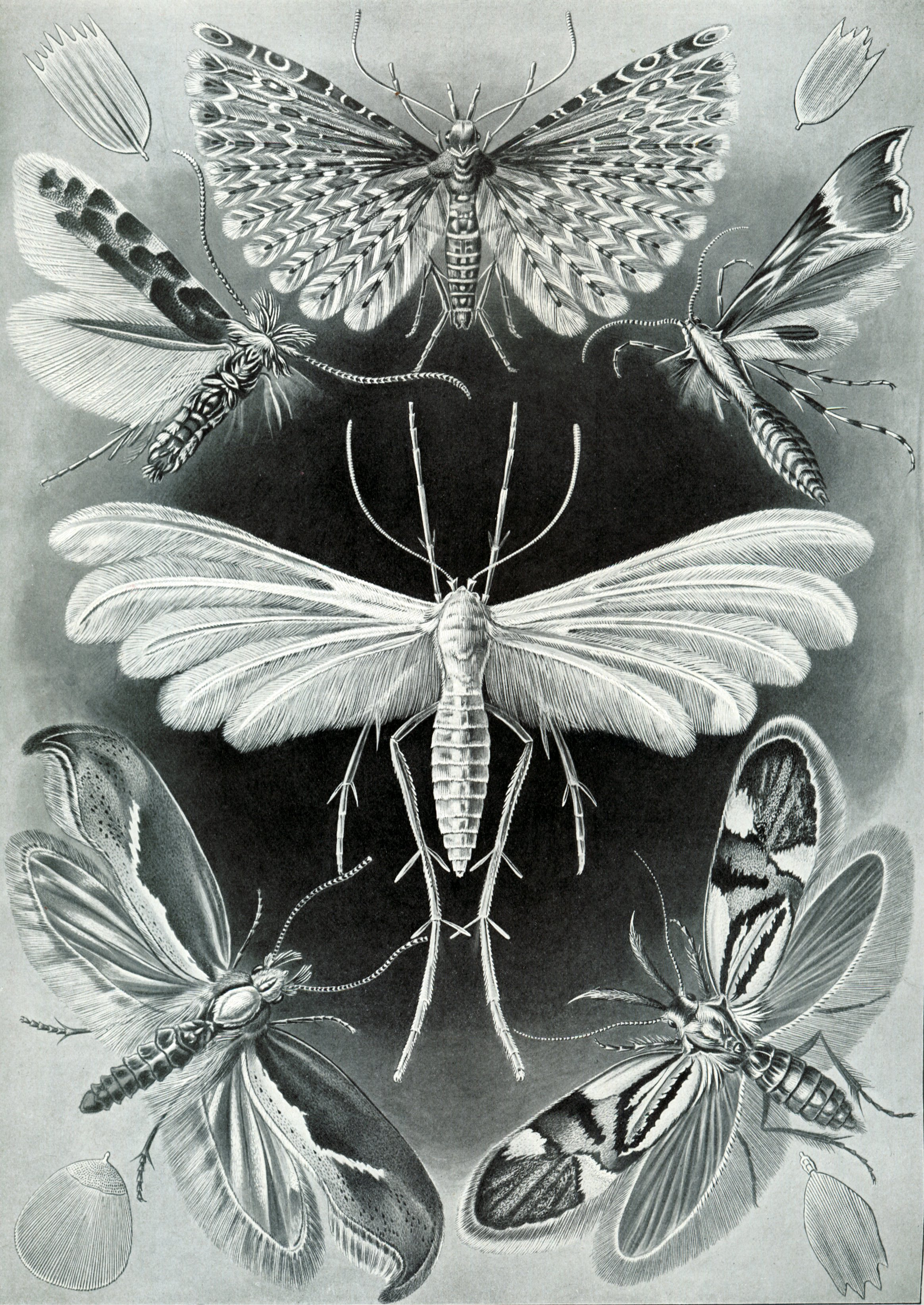
Polillas (Tineida) p.58
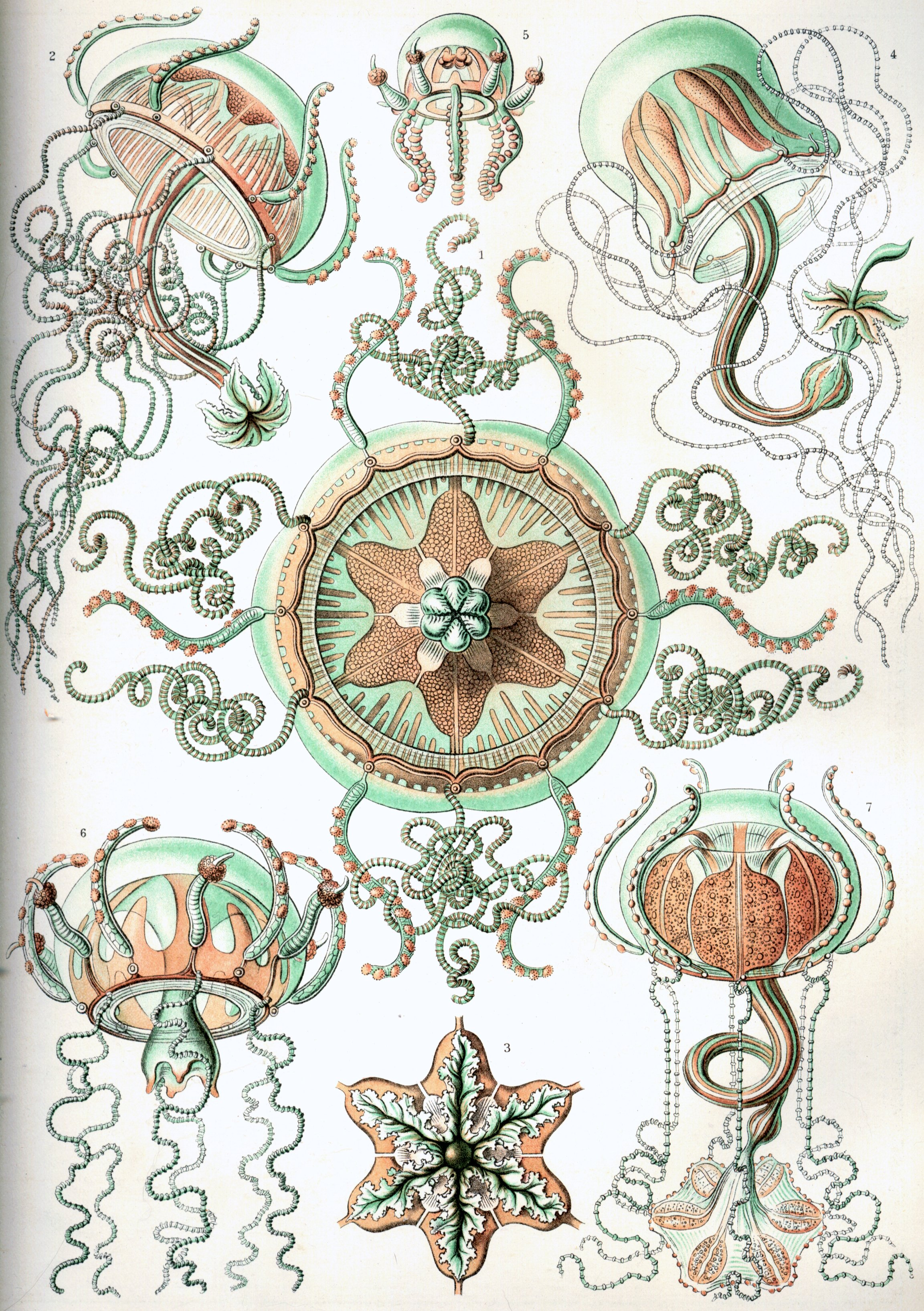
Traquilinos (Trachomedusae) Hidrozoos p.26
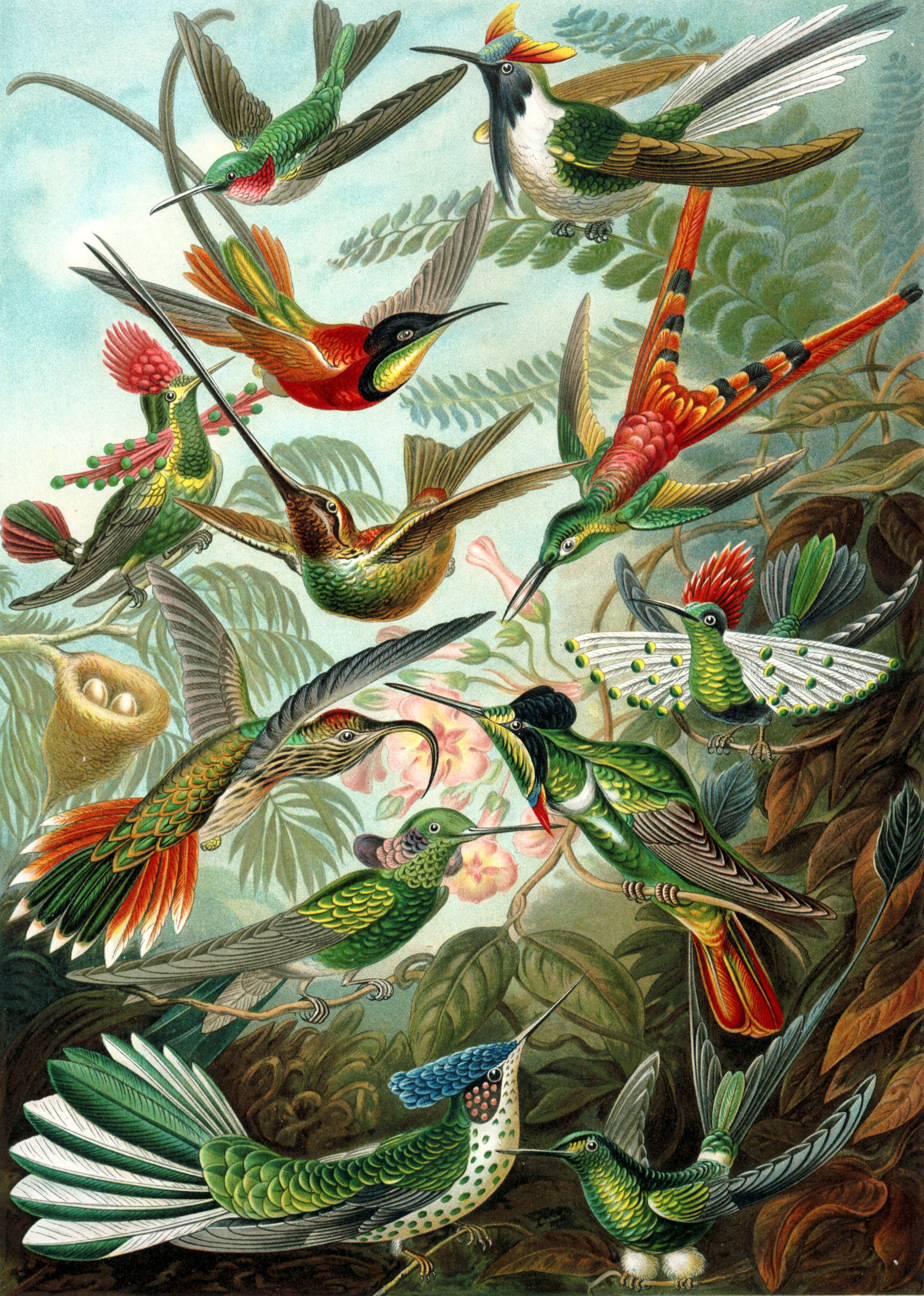
Colibríes (Trochilidae) p.99